# Accoppiamento (elettrotecnica)
In elettrotecnica, l'accoppiamento consiste nel trasferimento di energia elettrica da un sistema ad un altro. Tale trasferimento può essere desiderato o no, nel secondo caso si parla di effetti parassiti.
Può essere ottenuto mediante:
- accoppiamento conduttivo – tramite contatto fisico;
- accoppiamento induttivo – tramite induzione elettromagnetica;
- accoppiamento capacitivo – tramite induzione elettrostatica;
- accoppiamento acustico;
- accoppiamento ottico, ad esempio mediante optoisolatore;
- accoppiamento elettromeccanico;Ferraro
- accoppiamento elettronico:Ferraro
- altri tipi di accoppiamento.

## Accoppiamento in AC e in CC
- Accoppiamento in AC: condizione di accoppiamento in cui viene bloccato la componente continua del segnale elettrico. Può essere realizzato collegando i due circuiti con un condensatore in serie, sfruttando l'accoppiamento capacitivo.
- Accoppiamento in CC: condizione di accoppiamento in cui viene trasferita anche la componente continua del segnale elettrico. Può essere realizzato collegando i due circuiti mediante un conduttore, sfruttando l'accoppiamento conduttivo.

## Accoppiamento elettromeccanico
Dati un circuito elettrico e un sistema meccanico, questi diconsi accoppiati elettromeccanicamente, se sono in grado di scambiarsi energia tra loro. Le reciproche azioni (elettromagnetiche, elettrodinamiche, piezoelettriche, magnetostrittive, ecc.) sono in genere reversibili.

## Accoppiamento elettronico
Si ha quando tra due circuiti elettrici, esclusa ogni altra forma di accoppiamento, il trasferimento di energia dall'uno all'altro avviene tramite una valvola termoionica o un transistor comune ai due, come ad esempio in un oscillatore elettronico o in un amplificatore di segnali elettrici.